# Mellicta tenuis
Mellicta tenuis är en fjärilsart som beskrevs av Ruggero Verity 1919. Mellicta tenuis ingår i släktet Mellicta och familjen praktfjärilar. Inga underarter finns listade i Catalogue of Life.